# کوک سنیت
کوک سَنیت (به انگلیسی: Kuku sanit) که احتمالاً فرزند پَلَر ایشن بود، در مقام شاهزادهٔ شوش وفات یافت و این چنین کوک کیروش فرزند لنکلو که یکی از برادران پَلَر ایشن بود جای او را گرفت. از زندگی او اطلاعات چندانی در دست نیست.